# یوان فیسکوتئانو
یوان فیسکوتئانو (رومانیایی: Ioan Fiscuteanu؛ ‏ تلفظ رومانیایی: [iˈo̯an fiskuˈte̯anu]؛ ۱۹ نوامبر ۱۹۳۷ – ۸ دسامبر ۲۰۰۷) بازیگر اهل رومانی بود.
از فیلم‌ها یا برنامه‌های تلویزیونی که وی در آن نقش داشته‌است، می‌توان به مرگ آقای لازارسکو، خیلی دیر و بلوط اشاره کرد.